# سيردار غونيش
سيردار غونيش (بالتركية: Serdar Güneş)‏ هو لاعب كرة قدم تركي في مركز الوسط، ولد في 24 يونيو 1987 في برلين في ألمانيا. لعب مع تنس بوروسيا برلين وعثمانلي سبور وكارسياكا.

## وصلات خارجية
- سيردار غونيش على موقع اتحاد تركيا (لاعب) (الإنجليزية)
- سيردار غونيش على موقع قاعدة بيانات كرة القدم.إي يو (الإنجليزية)
- سيردار غونيش على موقع بيانات كرة القدم. دي إي (الألمانية)